# Площадь Калинина (Новосибирск)
Пло́щадь Кали́нина — площадь в Заельцовском районе Новосибирска, находящаяся на пересечении улиц Красный проспект и Дуси Ковальчук — двух структурообразующих магистралей, определяющих планировку Заельцовского района. Также к площади примыкает улица Перевозчикова. Названа в честь одного из лидеров партии большевиков, Председателя Президиума Верховного Совета СССР Михаила Калинина.

## Описание
Площадь архитектурно оформлена в 1965—1969 годах. Имеет форму круга диаметром свыше двухсот метров, заключённого в правильный шестиугольник, образованный одинаковыми семиэтажными жилыми домами (архитектор К. Е. Осипов) с магазинами в первых этажах, возведёнными из кирпича в форме упрощённого «неоренессанса». В северной части площади расположено здание («книжка») Новосибирского приборостроительного завода имени В. И. Ленина, на фасаде которого установлена панель, отображающая время и данные о погоде. В середине площади находится круглый газон диаметром около 80 метров.
В 2006 году был проведён конкурс на лучшее скульптурно-архитектурное оформление площади Калинина, победителем которого стал проект Арама Григоряна «Моя Сибирь», изображающий девушку, символизирующую Сибирь, балансирующую на треснувшем шарообразном коконе, дающем начало всему живому.

## Транспорт
Площадь Калинина является крупным транспортным узлом Новосибирска. На площади находится конечная станция Ленинской линии Новосибирского метрополитена — «Заельцовская». Также на площади есть остановки (в том числе — конечные) всех видов наземного транспорта: автобусов, троллейбусов, трамваев и маршрутных такси.

## Организации на площади Калинина
В непосредственной близости от площади находятся торгово-развлекательный центр «Калина-центр» и магазин бытовой техники «Эльдорадо». На самой площади, помимо Приборостроительного завода, находится книжный магазин, кофейни «Traveler's Coffee» и «Кофе Хауз», столовая «Вилка-Ложка», несколько магазинов различного профиля, а также большая аптека, по улице Перевозчикова, «Радуга».